# Bündihorn
Bündihorn är en bergstopp i Schweiz.   Den ligger i distriktet Frutigen-Niedersimmental och kantonen Bern, i den centrala delen av landet, 40 km söder om huvudstaden Bern. Toppen på Bündihorn är 2 454 meter över havet, eller 384 meter över den omgivande terrängen. Bredden vid basen är 9,3 km.
Terrängen runt Bündihorn är huvudsakligen bergig. Närmaste större samhälle är Thun, 19,5 km norr om Bündihorn. 
I omgivningarna runt Bündihorn växer i huvudsak blandskog. Runt Bündihorn är det ganska tätbefolkat, med 72 invånare per kvadratkilometer.